# Junkers Ju 88
Junkers Ju 88 – niemiecki dwusilnikowy samolot z okresu II wojny światowej. Był jednym z najbardziej wszechstronnych samolotów tego konfliktu, rywalizując w tej kategorii z samolotem de Havilland Mosquito. Zaprojektowany jako szybki bombowiec był bezkonkurencyjny w atakach z niewielkiej wysokości i płytkiego lotu nurkowego. Mógł też pełnić rolę nocnego myśliwca, bombowca torpedowego i samolotu rozpoznawczego. Był jednocześnie jednym z najliczniej budowanych samolotów II wojny światowej.

## Historia konstrukcji
W 1935 roku ministerstwo lotnictwa Trzeciej Rzeszy myślało nad projektem Kampfzerstörera mogącym funkcjonować zarówno jako bombowiec, bombowiec szturmowy i samolot rozpoznawczy. W związku z tym podjęto działania w celu opracowania warunków technicznych dla szybkiego bombowca mogącego latać z prędkością 500 km/h i przenoszącego do 800 kg bomb. Junkers podjął wszelkie starania, aby wygrać konkurs. Doszło do tego, że wynajęto dwóch konstruktorów amerykańskich, którzy byli pionierami w dziedzinie pracujących pokryć lotniczych w Stanach Zjednoczonych, mimo że Junkers zarzucił już konstrukcje z blachy falistej i stworzył kilka prototypów mających gładkie pokrycie. Do marca 1936 przedstawiono dwie propozycje – jedna z nich przyjęła formę Ju-88 z pojedynczym statecznikiem pionowym. Konkurencyjne rozwiązania zostały zgłoszone przez Henschela (Hs 127) oraz Messerschmitta (Bf 162). Z różnych powodów obie te propozycje zostały wyeliminowane w roku 1937.

## Prototypy

Silnik Junkers Jumo 211 eksponowany w MLP w Krakowie

Ju-88 V1 (prototyp nr 1) noszący cywilne oznaczenie D-AQEN został oblatany przez głównego oblatywacza Junkersa, Kindermana, 21 grudnia 1936. Próby odbywały się w Dessau, lecz nie informowano o nich oficjalnie i podobnie jak w przypadku Focke-Wulfa Fw 190 z 1939 roku nowy model samolotu pozostał tajemnicą dla wywiadu brytyjskiego. Ju-88 V1 rozbił się podczas startu do lotu, w czasie którego miano zademonstrować jego maksymalną prędkość. Następny prototyp – V2 nadal był wyposażony w silniki DB 600A, ale kolejny Ju-88 V3 posiadał już własne silniki Junkersa Jumo 211A, a także wyposażenie bojowe, uzbrojenie i możliwość zabrania 500 kg bomb. Ju-88 V4 miał już fotele dla całej czteroosobowej załogi, duży przeszklony nos, złożony z 20 płaskich elementów, oraz dolne stanowisko strzeleckie z karabinem maszynowym MG 15. Ostatnim prototypem zbudowanym od podstaw był Ju-88 V5 (D-ATYU) udoskonalony aerodynamicznie dla uzyskania minimalnego oporu i oblatany w kwietniu 1938. Ten właśnie samolot ustalił rekord prędkości lotu na odcinku 1000 km z ładunkiem 2000 kg wynoszący 517 km/h w 1939. Zaszczyt jego stworzenia przypadł Ernstowi Zindelowi, o amerykańskich konstruktorach pracujących przy projekcie nie wspomniano. W szóstym prototypie (Ju-88 V6) zastosowano pojedyncze golenie z amortyzatorami wykonanymi ze sprężyn (nie z olejowymi, które montowano we wcześniejszych wersjach). Amortyzatory sprawiały się doskonale dzięki spłaszczonemu profilowi, pozwalającemu na bezawaryjne działanie nawet przy dużym obciążeniu. Podwozie było chowane hydraulicznie, a koła obracały się o 90° i w komorach leżały w pozycji poziomej, dzięki czemu mogły mieć znacznie większą średnicę. Zastosowanie opon niskociśnieniowych pozwoliło na prowadzenie operacji z podmokłych lub piaszczystych lądowisk, pomimo iż masa samolotu wzrosła dwukrotnie w stosunku do prototypu V1. Gondole silnikowe kryjące komory podwoziowe stały się smuklejsze i zmniejszył się ich opór. Z czasem podwozie wymagało niewielkich udoskonaleń, ale w 1940 było to znakomite osiągnięcie inżynieryjne.

## Wersje samolotu
W połowie 1939 ruszyła produkcja seryjna. Ju 88 miał się stać standardowym samolotem Luftwaffe i zaplanowano do marca 1943 wyprodukowanie 8300 maszyn, co  już wkrótce musiało być skorygowane z powodu braków materiałowych i zdolności produkcyjnych. Pierwsze Ju 88 A-1 dostarczono do jednostek we wrześniu 1939.

### Seria Ju-88A

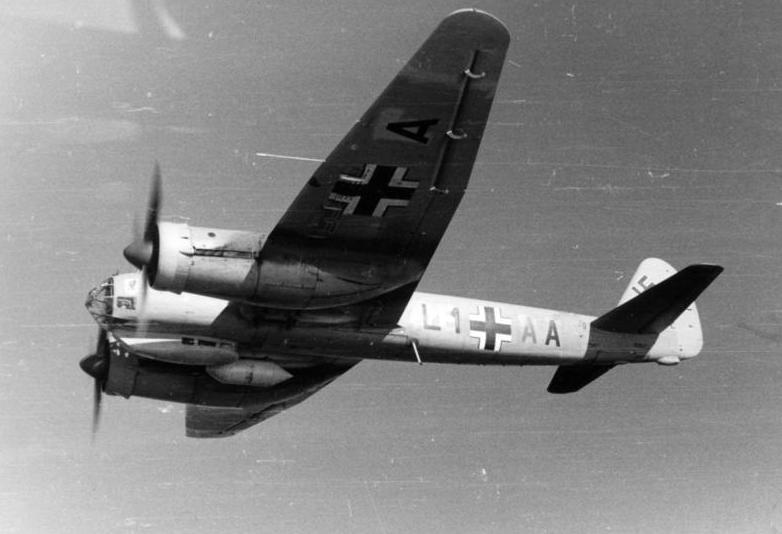
Ju 88A nad frontem wschodnim, 25 września 1941 roku

- Ju-88A-1: rozpiętość 18,37 m, dwa silniki Jumo 211B-1 o mocy 895 kW każdy;
- Ju-88A-2: silniki Jumo 211 G-1 i rakiety skracające start;
- Ju-88A-3: dwuosobowy samolot szkolny;
- Ju-88A-4: rozpiętość 20 m, silniki Jumo 211J-1 lub J-2 o mocy 1000 kW każdy;
- Ju-88A-5: identyczny z wersją A-4, lecz z silnikami jak we wcześniejszych wersjach;
- Ju-88A-6: podobny do wersji A-5, ale wyposażony w zderzak przeciwbalonowy oraz noże tnące liny w zaporze balonowej;
- Ju-88A-6/U: zmodyfikowany, zdjęto z niego zderzak przeciwbalonowy, a załogę zmniejszono do trzech osób, zamontowano radar Höhentwiel oraz odrzucane zbiorniki paliwa, zastosowano silniki Jumo 211J;
- Ju-88A-7: podobny do wersji A-5, lecz z silnikami Jumo 211H i układem sterowania dla dwóch pilotów;
- Ju-88A-8: wersja trzymiejscowa z silnikami Jumo 211F i nożami do przecinania lin balonowych;
- Ju-88A-9: wersja przystosowana do działań w warunkach pustynnych oparta na samolotach A-1 wyposażonych w dodatkowe filtry powietrza, pakiet ratowniczy, osłony przeciwsłoneczne, itd.;
- Ju-88A-10: wersja pustynna A-5;
- Ju-88A-11: wersja pustynna A-4;
- Ju-88A-12: samolot szkolny oparty na pozbawionej uzbrojenia, dolnej gondoli i hamulców aerodynamicznych wersji A-4;
- Ju-9/Ju-88A-13: wersja A-4 przystosowana do wykonywania zadań szturmowych ze zwiększonym opancerzeniem, 16 karabinami maszynowymi strzelającymi do przodu oraz uzbrojona w bomby odłamkowe;
- Ju-88A-14: wersja rozwojowa modelu A-4 z wieloma niewielkimi zmianami, często wyposażona w działko kal. 20 mm służące do ostrzeliwania statków;
- Ju-88A-15: wersja trzymiejscowa z powiększoną drewnianą komorą bombową pozwalającą na zabranie 3000 kg bomb;
- Ju-88A-16: nieuzbrojona wersja A-4 z dwoma fotelami dla pilotów;
- Ju-88A-17: modyfikacja A-4 przystosowana do przenoszenia pod kadłubem dwóch torped lotniczych LT F5b oraz ze specjalną czołową osłoną pod nosem.

### Seria Ju-88B
- Ju-88B-0: seria 10 samolotów rozpoznawczych, powiększona i wydłużona kabina, do napędu użyto różnych silników BMW, w rezultacie stworzono samolot Ju 188.

### Seria Ju-88C

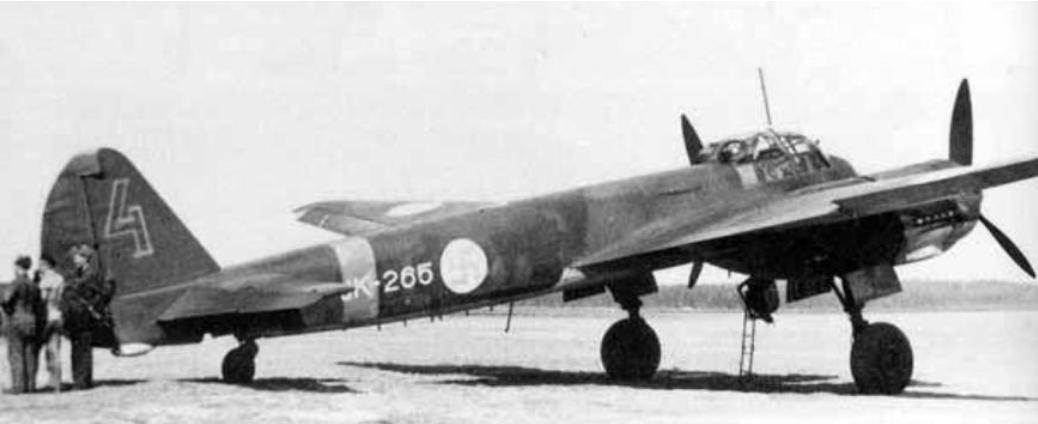
Junkers Ju 88A-4 należący do Fińskich Sił Powietrznych

- Ju-88C-1: trzymiejscowy ciężki myśliwiec nocny bazujący na Ju-88A-1 z działkiem MG FF kal. 20 mm i trzema karabinami maszynowymi MG 17 kal. 7,92 mm strzelającymi do przodu;
- Ju-88C-2: jak wyżej, ale z pełnym, pozbawionym oszklenia nosem;
- Ju-88C-3: napędzany silnikami BMW 801, ale zostały one zarezerwowane dla Fw 190;
- Ju-88C-4: budowany od podstaw myśliwiec nocny (nie modyfikacja) bazujący na wersji A-4 z dwoma dodatkowymi działkami MG FF umieszczonymi w gondoli pod kadłubem i możliwością zamontowania do 12 karabinów maszynowych MG 81 w zasobnikach pod skrzydłami;
- Ju-88C-5: silniki BMW 801D2 o mocy 1298 kW każdy;
- Ju-88C-6: podstawowa wersja myśliwska napędzana silnikami Jumo 211J z różnymi wariantami uzbrojenia;
- Ju-88C-6b: wyposażony w radar i nową radiostację HF;
- Ju-88C-6c: wyposażony w radary SN-2 i wiele innych czujników, niektóre z turbodoładowanymi silnikami Jumo 211TK, późniejsze wersje z działkami strzelającymi do góry Schräge Musik;
- Ju-88C-7a: w przedniej komorze bombowej zamontowane dwa działka MG FF;
- Ju-88C-7b: odpowiednik C-7a, ale z podskrzydłowymi zaczepami bombowymi;
- Ju-88C-7c: silniki BMW i ciężkie karabiny maszynowe MG 151 w nosie.

### Seria Ju-88D
- Ju-88D-0: czteromiejscowy samolot rozpoznawczy, silniki Jumo 211 B-1, duży aparat fotograficzny, bez zaczepów bombowych;
- Ju-88D-1: nie został skonstruowany;
- Ju-88D-2: napędzany silnikami Jumo 211B, 211G lub 211H, zewnętrzne zaczepy na bomby lub zbiorniki zapasowe;
- Ju-88D-3: wersja pustynna D-1;
- Ju-88D-4: wersja pustynna D-2;
- Ju-88D-5: standardowy układ trzech aparatów fotograficznych.

### Seria Ju-88G

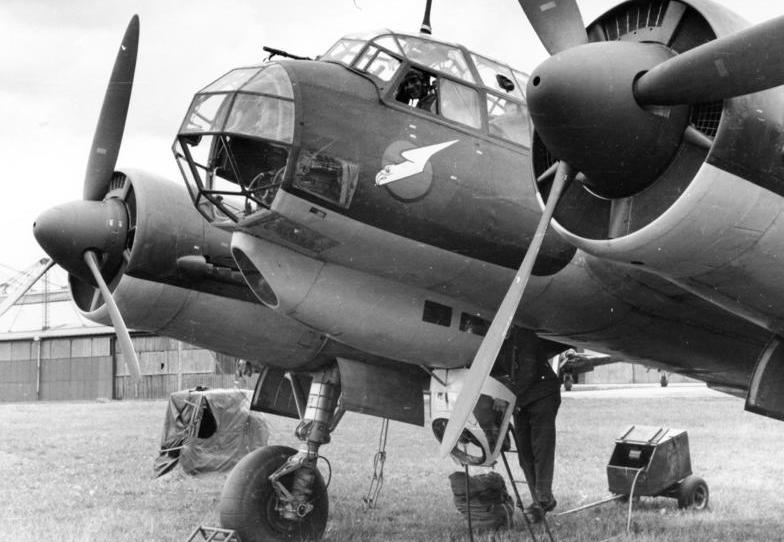
Ju 88A w 1940 roku

- Ju-88G-1: myśliwiec nocny bazujący na Ju-88C-6c, ale z usterzeniem od Ju 188, silniki BMW 801D, cztery podkadłubowe karabiny maszynowe MG 151, radar SN-2 oraz inne czujniki, co znacznie zwiększało obciążenie dla załogi i z czasem doprowadziło do dodania czwartego lotnika;
- Ju-88G-1/3/5: nie zostały skonstruowane;
- Ju-88G-4: wprowadzone niewielkie zmiany;
- Ju-88G-6a: silniki BMW 801G, zazwyczaj radar SN-2 chroniący tylną półsferę i podobnie jak w G-1 i G-4 działka Schräge Musik;
- Ju-88G-6b: urządzenie FuG 350 Naxos Z umieszczane na dachu owiewki;
- Ju-88G-6c: silniki Jumo 213A o mocy 1306 kW, działka Schräge Musik przesunięto tuż za kabinę;
- Ju-88G-7: wzmocnione silniki Jumo 213E z bardzo szerokimi łopatami śmigieł;
- Ju-88G-7a: liczne anteny SN-2;
- Ju-88G-7b: radar SN-3 lub FuG 218 Neptun;
- Ju-88G-7c: radar działający w zakresie fal centymetrowych FuG 240 Berlin, prędkość 674 km/h.

### Seria Ju-88H
- Ju-88H-1: trzymiejscowy samolot rozpoznawczy z przedłużonym kadłubem;
- Ju-88H-2: trzymiejscowy ciężki myśliwiec z sześcioma strzelającymi do przodu ciężkimi karabinami maszynowymi MG 151;
- Ju-88H-3: kadłub jeszcze bardziej przedłużony, silniki Jumo 213A-12, przeznaczony do wykonywania lotów rozpoznawczych bardzo dalekiego zasięgu;
- Ju-88H-4: jak H-3 plus duży radar obserwacyjny w nosie, dwa odrzucane zbiorniki paliwa, samolot w zespole Führungmaschine.

### Seria Ju-88P

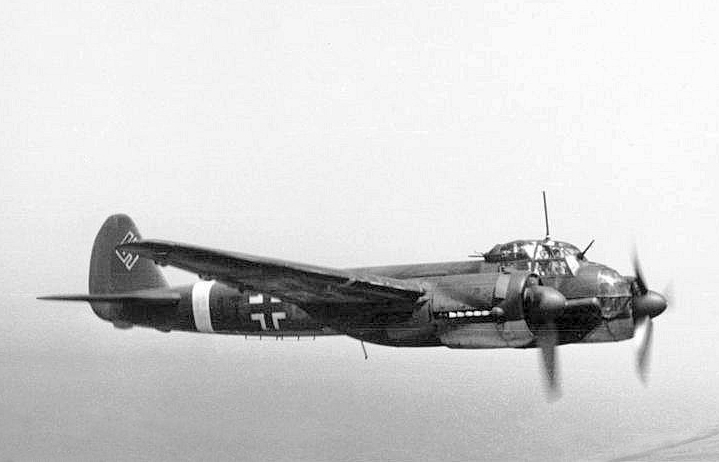
Ju 88A nad Francją w 1942 roku

- Ju-88P-1: dwu- lub trzymiejscowy samolot bazujący na Ju-88 A-4, uzbrojony w działo PaK 40 kal. 75 mm, celowanie prowadził pilot za pomocą standardowego celownika MG 81, działka ładowane ręcznie z czterema strzałami przy każdym nalocie, przystosowany do niszczenia czołgów;
- Ju-88P-2: dwa działka Bordkanone 37 w dużej gondoli;
- Ju-88P-3: jak P-2, ale ze zwiększonym opancerzeniem;
- Ju-88P-4: pojedyncze działko BK 5.

### Seria Ju-88S
- Ju-88S-0: silniki BMW 801D, pojedynczy ciężki karabin maszynowy kal. 15 mm w kabinie, do 14 bomb SD 65 o masie 65 kg tylko w przedniej komorze bombowej;
- Ju-88S-1: silniki BMW 801G z systemem doładowującym GM-1, mógł zabierać dwie bomby SD-1000 na zaczepach zewnętrznych;
- Ju-88S-2: silniki BMW 801TJ z turbodoładowaniem, bardzo obszerna drewniana komora bombowa jak w Ju-88A-15;
- Ju-88S-3: silniki Jumo 213 z systemem GM-1.

### Seria Ju-88T
- Ju-88T-1: trzyosobowa wersja rozpoznawcza bazująca na Ju-88S-1, obie komory zajęte przez dodatkowe zbiorniki paliwa;
- Ju-88T-3: bazował na Ju-88S-3, rozwijał prędkość do 660 km/h, bez zbiorników zewnętrznych.